# Tarachina brevipennis
Tarachina brevipennis es una especie de mantis de la familia Iridopterygidae.

## Distribución geográfica
Se encuentra en  Etiopía y Kenia.